# Refugio antiaéreo de Calle Serranos 25
El refugio antiaéreo de Calle Serranos 25 fue uno de los refugios que se construyeron en Valencia (España), para brindar protección a la población civil durante la Guerra Civil Española. La función principal del refugio era la de amortiguar el impacto de los proyectiles lanzados por los barcos de guerra y prioritariamente por las bombas lanzadas por la aviación enemiga.
La Junta de Defensa Pasiva, creada por el Ministerio de Defensa el 22 de junio de 1937, fue el organismo encargado de la construcción de refugios antiaéreos. Para este propósito se editó un folleto que contenía instrucciones y planos donde se detallaban las características fundamentales. 
En total se hicieron 41 refugios, la mayoría de ellos en el centro de la ciudad. Se distinguen dos modelos de construcción de refugios: el abovedado y el adintelado.